# Jérôme Maurand
 
Jérôme Maurand, est un chroniqueur, prêtre et aumônier français d'Antibes du XVIe siècle, qui a accompagné l'officier et diplomate français Antoine Escalin des Aimars lors de son voyage en mer vers l'Empire ottoman en 1544 et rendit compte de ce voyage dans un manuscrit rédigé en italien et portant le titre "Itinéraire de Jérôme Maurand, d'Antibes à Constantinople". 

## Biographie

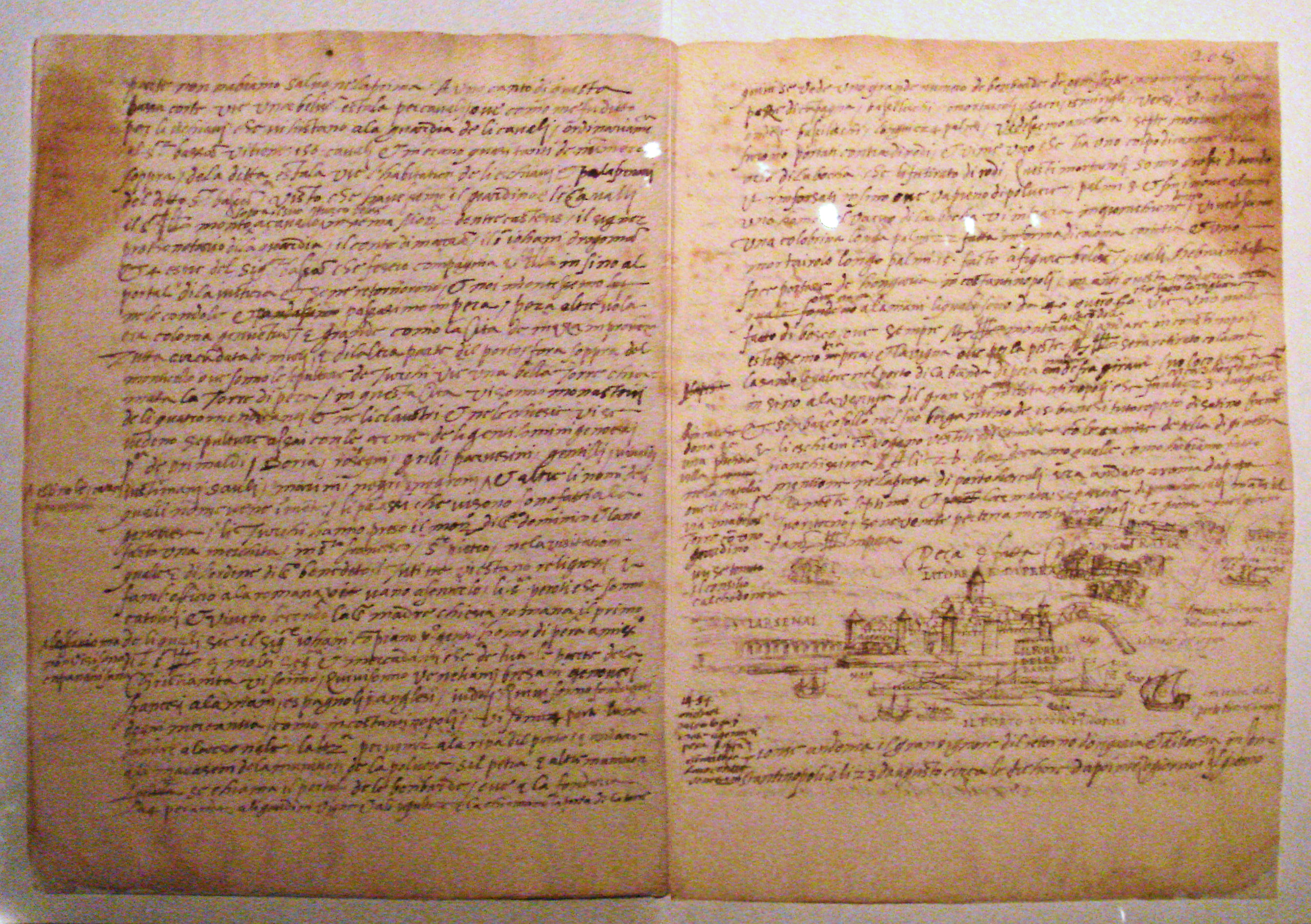
Jérôme Maurand, pages intérieures de son livre Itinéraire d'Antibes à Constantinople (1544).

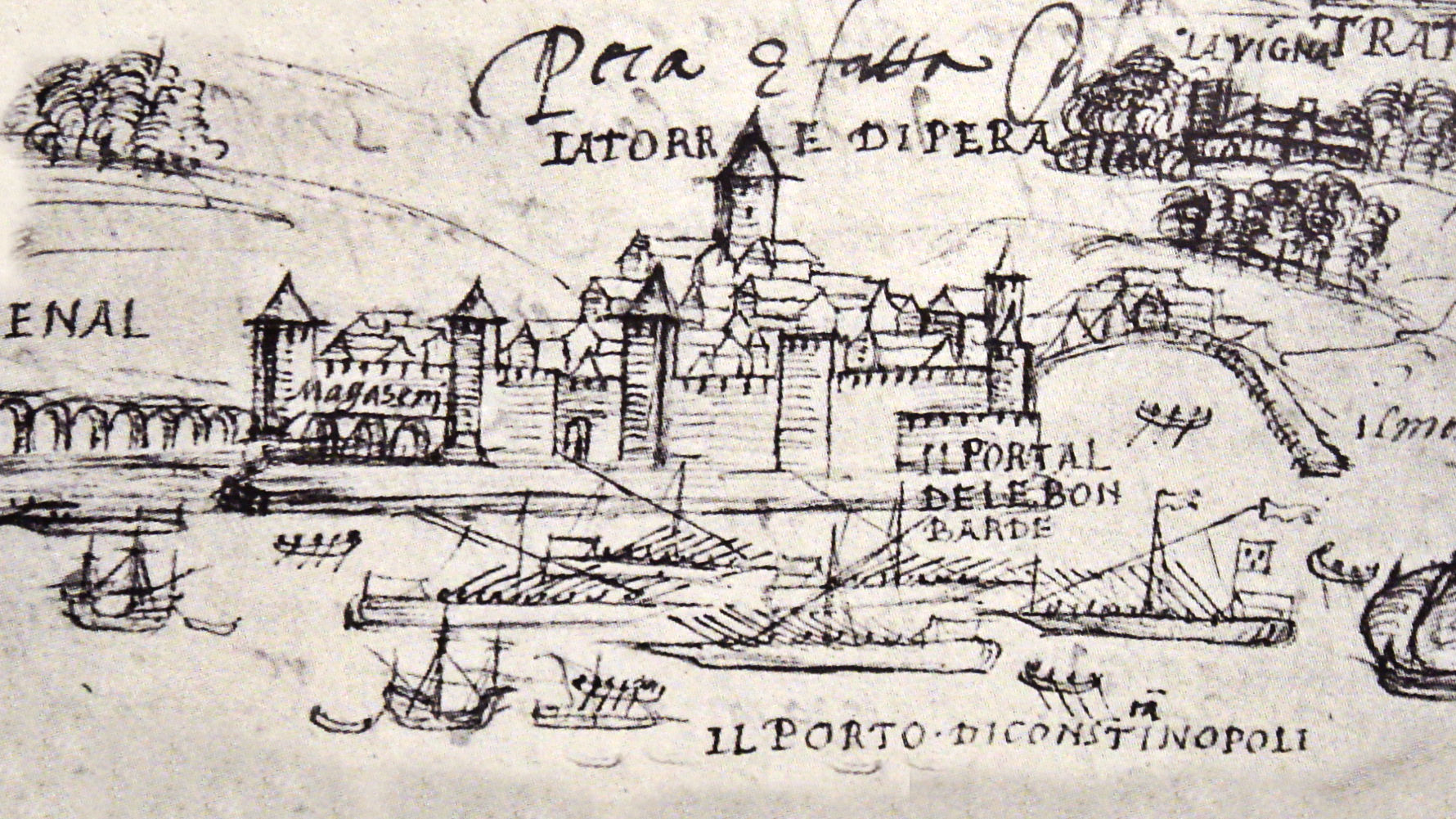
Détail d'un croquis de Constantinople par Jérôme Maurand.

Jérôme Maurand est un prêtre antibois né au début du XVIe siècle. Amateur d'antiquités, il fit de nombreuses découvertes, dessina et recensa les ruines et inscriptions romaines trouvées à Antibes et dans les environs. Il est considéré comme le « premier archéologue antibois ». Cousin de Brusquet, fou des rois Henri II et François Ier, il participa, comme aumônier, à une ambassade à Constantinople où régnait Soliman le Magnifique avec lequel François Ier avait conclu une alliance contre Charles-Quint. Il relata son voyage dans "Itinéraire d'Antibes à Constantinople". Ses dessins et ses descriptions minutieuses sont d'un grand intérêt historique pour la connaissance des événements de ce voyage à bord de "La Réale", au sein d'une flotte franco-ottomane sous les ordres de François Escalin des Aymars, dit « Polin », commandant des Galères, et du corsaire Barberousse, amiral de la flotte turque. Les Turcs ravagèrent les cotes italiennes, enlevèrent des centaines d'esclaves, notamment de jeunes enfants, sans que les Français, témoins de ces atrocités, n'interviennent. Numismate, créateur d'un « cabinet de curiosités », il y reçut d'éminent visiteurs de toute l'Europe venus admirer ses trouvailles et correspondit avec d'autres érudits de la Renaissance,. 
C'est dans le cadre de l'Alliance franco-ottomane que Jérôme Maurand, prêtre, accompagna le capitaine Antoine Escalin des Aimars, dit "Polin", vers l'Empire ottoman, en coordination avec la Marine ottomane du Capitan pacha Khayr ad-Din Barberousse, lors de manœuvres conjointes et de batailles navales communes et de razzia contre les villes portuaires italiennes de Porto Ercole, l'île de Giglio, Talamona et Lipari.
La flotte de Barberousse avait passé l'hiver 1543-1544 à Toulon. La flotte franco-ottomane quitta Marseille le 23 mai 1544 et arriva à Constantinople le 10 août 1544 pour rencontrer Soliman le Magnifique et lui rendre compte de la campagne commune. Le capitaine Polin et le prêtre Maurand quittèrent Constantinople le 9 septembre 1544, et arrivèrent à Toulon le 2 octobre 1544.
Jérôme Maurand a écrit une chronique détaillée de cette expédition maritime dans l'ouvrage "Itinéraire de Jérôme Maurand, d'Antibes à Constantinople" écrit en 1544. Dans ses écrits, Jérôme maurand se lamentait des déprédations occasionnées par la campagne à ses coreligionnaires chrétiens: « Voir tant de pauvres chrétiens, et surtout tant de petits garçons et filles [asservis], a causé une très grande pitié... Les larmes, les pleurs et les cris de ces pauvres Lipariotes, pleurant en quittant leur propre ville afin d'être réduits en esclavage par ces chiens qui semblaient être des loups rapaces au milieu agneaux timides ».